# Jet Star III
Jet Star III oder Jumbo Jet ist ein Stahlachterbahnmodell des Herstellers Schwarzkopf GmbH, welches erstmals 1972 ausgeliefert wurde. Sie ist neben Jet Star I, Jet Star II und City Jet das dritte Modell der Jet-Star-Reihe. Von insgesamt sieben hergestellten Exemplaren existieren zurzeit nur noch zwei Auslieferungen: Jumbo Jet in Amigoland und Jumbo Jet in Chelyuskintsev Park.
Die 870 m lange Strecke erstreckt sich über eine Grundfläche von 33 m × 59 m und erreicht eine Höhe von 17 m. Es können maximal 16 Fahrzeuge eingesetzt werden, in denen jeweils sechs Personen hintereinander Platz nehmen können. Die Wagen werden durch einen elektrischen Spirallift in die Höhe transportiert, wobei sich die Antriebe dafür in den Wagen befinden. Maximal 2000 Personen pro Stunde können somit mit Jet Star III fahren. Die gesamte Anlage hat ein Gewicht von rund 170 t und hat einen Anschlusswert von 166 kW.

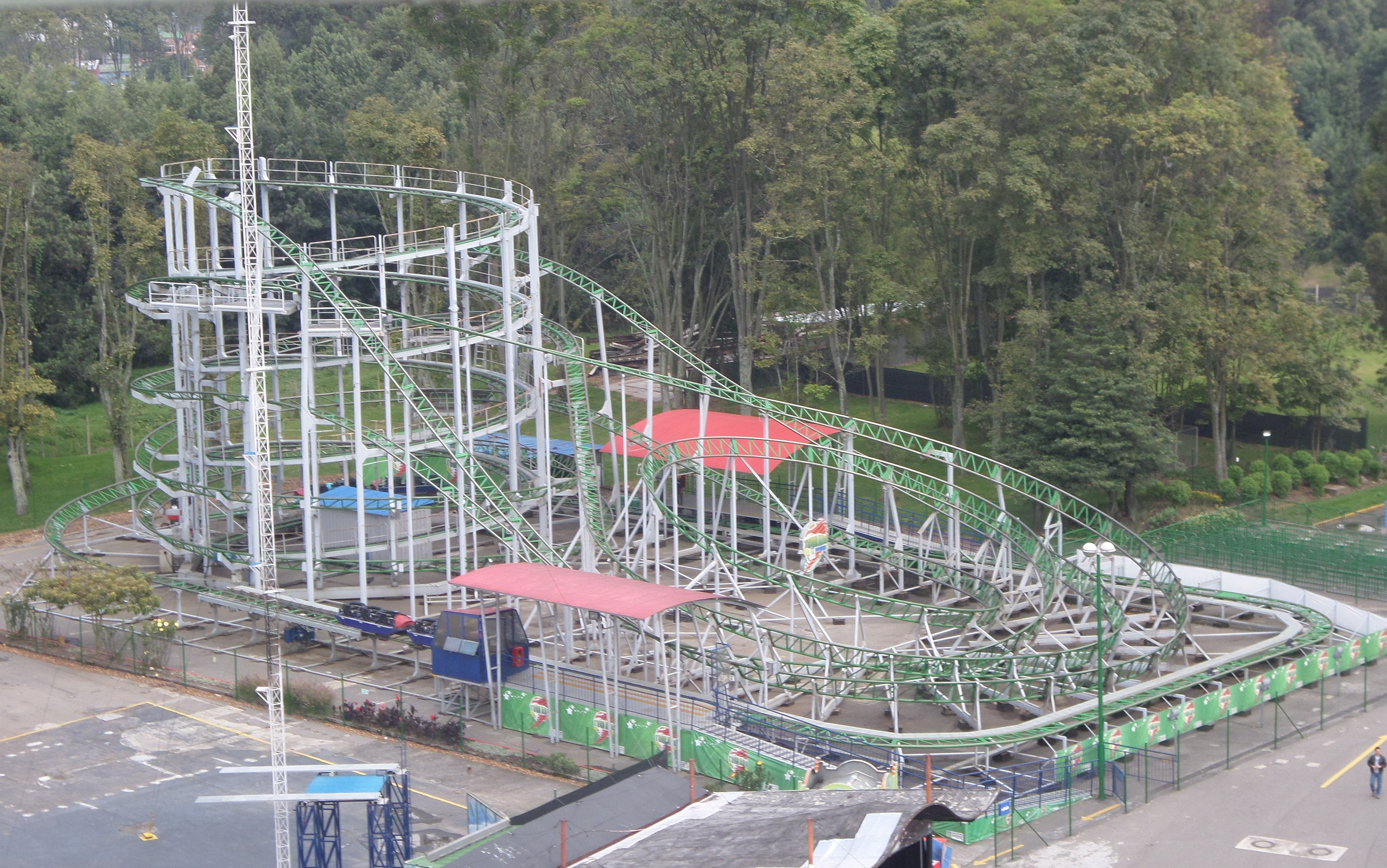
Tornado in Salitre Magico
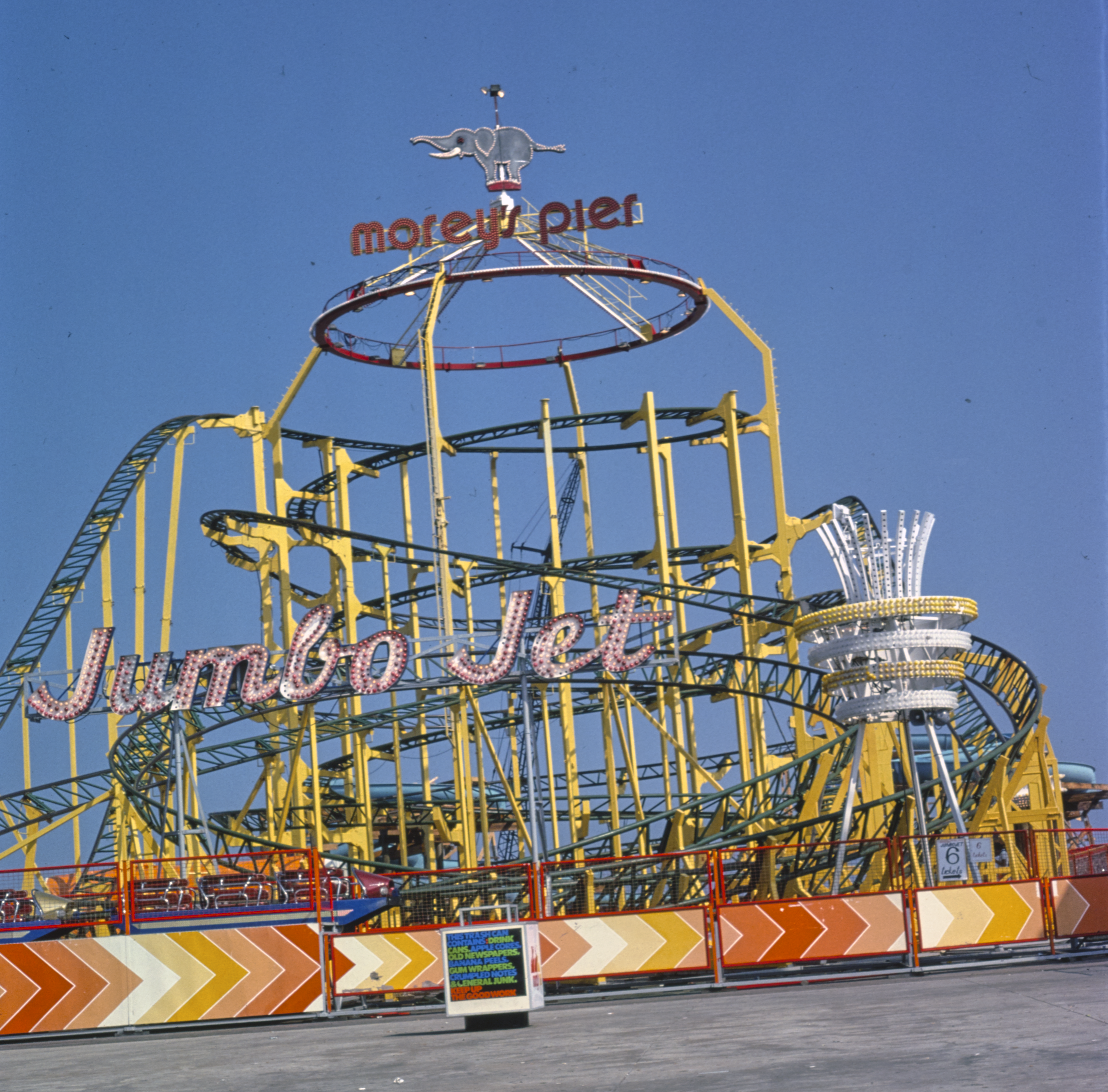
Jumbo Jet in Morey’s Piers, aufgenommen 1978
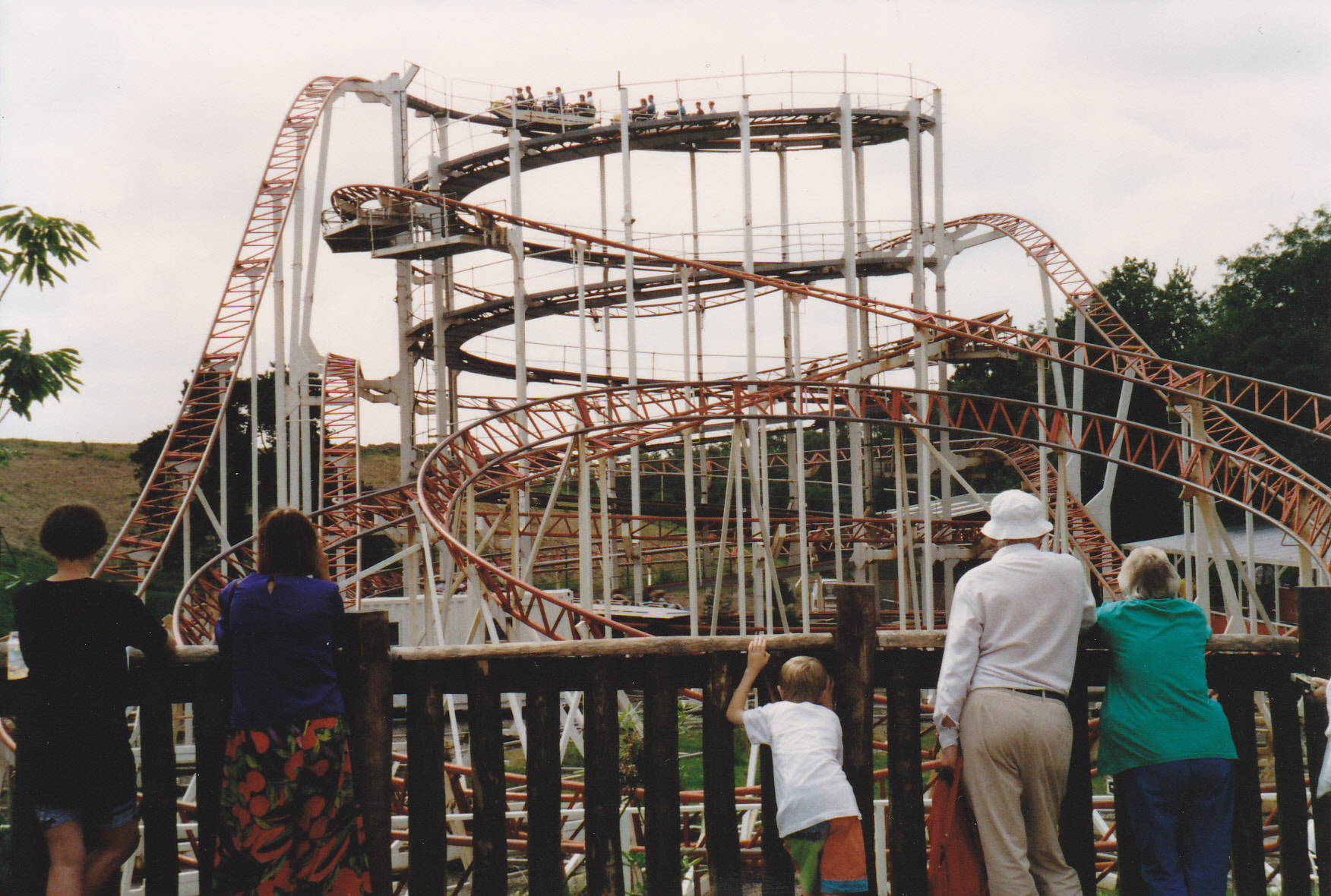
New Beast in Alton Towers, aufgenommen 1993

## Standorte
| Achterbahn                           | Betreiber                                                                            | Land                                         | Eröffnung                                     | Schließung                                |
| ------------------------------------ | ------------------------------------------------------------------------------------ | -------------------------------------------- | --------------------------------------------- | ----------------------------------------- |
| Jumbo Jet                            | Amigoland Canadian National Exhibition Six Flags Great Adventure                     | Frankreich Kanada Vereinigte Staaten         | 1989 1982 oder früher vermutlich nie eröffnet | 1982 oder später vermutlich nie eröffnet  |
| Jumbo Jet                            | Babyland-Amiland Walibi Belgium                                                      | Frankreich Belgien                           | nie eröffnet 1978                             | nie eröffnet 1991                         |
| Jumbo Jet unbekannter Name Jumbo Jet | Chelyuskintsev Park Dreamland Beoland Malmö Folkets Park Palace Playland Cedar Point | Belarus Russland Schweden Vereinigte Staaten | 2015 2010 2003 1985 unbekannt 1972            | 2014 2006 oder früher 1989 unbekannt 1978 |
| Jumbo Jet                            | Coney Island, Kaufman, East Steeplechase Park                                        | Vereinigte Staaten                           | 1981 1972                                     | 21. April 2002 1980                       |
| Jumbo Jet                            | Great Adventure Amusement Park                                                       | Vereinigte Staaten                           | 1973                                          | unbekannt                                 |
| Jumbo Jet                            | Morey’s Piers                                                                        | Vereinigte Staaten                           | 1976                                          | 1987                                      |
| Jumbo Jet                            | Xinghai Square                                                                       | Volksrepublik China                          | 2003                                          | 2005–2006                                 |
| Tornado Space Mountain New Beast     | Salitre Magico Divertido Alton Towers                                                | Kolumbien Mexiko Vereinigtes Königreich      | 2010 unbekannt 1992                           | 2017 2004 1997                            |
| Tornado Glissade                     | Selva Mágica La Feria Chapultepec Magico Busch Gardens Williamsburg                  | Mexiko Vereinigte Staaten                    | 2002 1993 1975                                | 2019 2001 1985                            |